# آن در گرین گیبلز: یک شروع تازه
آن در گرین گیبلز، یک شروع تازه (انگلیسی: Anne of Green Gables: A New Beginning) یک مینی‌سریال کانادایی است که در سال ۲۰۰۸ ساخته و پخش شد و بخش چهارم و پایانی مجموعه‌های آن در گرین گیبلز است که توسط کوین سالیوان ایجاد شده‌ است. بخش‌های قبلی به ترتیب رؤیای سبز (مجموعه تلویزیونی)، آن در گرین گیبلز: دنباله و آن در گرین گیبلز: ادامه داستان بوده‌است.

## بازیگران
| بازیگر                                         | نقش          |
| ---------------------------------------------- | ------------ |
| باربارا هرشی،هانا اندیکات-داگلاس و مگان فالووز | آن شرلی      |
| شرلی مک لین                                    | آملیا تامس   |
| ریچل بلانچارد                                  | لوئیزا تامس  |
| بن کارلسون                                     | والتر شرلی   |
| ناتالی ردفورد                                  | بِرتا شرلی    |
| ویوین اندیکات-داگلاس                           | وایولِتا تامس |
| جیمز کرول                                      | جِرامیا لَند   |
| پاتریشیا همیلتون                               | راشِل لیند    |

## چهارگانه آن در گرین گیبلز
1. آن در گرین گیبلز، ۱۹۸۵
2. آن در گرین گیبلز: دنباله، ۱۹۸۷
3. آن در گرین گیبلز: ادامه داستان، ۲۰۰۰
4. آن در گرین گیبلز: یک شروع تازه، ۲۰۰۸